# Transformers: War for Cybertron Trilogy

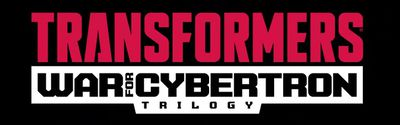
Logo

Transformers: War for Cybertron Trilogy, noto anche come Transformers - La battaglia per Cybertron: La trilogia è una linea di giocattoli e franchise transmediale che fa parte del marchio Transformers della Hasbro annunciato a febbraio 2018. Non è correlato all'omonimo videogioco.

## Linea di giocattoli
La maggior parte delle action figure e degli accessori nella trilogia di War for Cybertron sono dotati di porte da 5 millimetri situate su più punti come modello di gioco principale di questa linea: armi e alloggi modulari. La linea è divisa in tre impronte di sottofila intitolate rispettivamente L'assedio (Siege), Il sorgere della Terra (Earthrise) e Il Regno (Kingdom). Tutti i design dei Transformers sono basati sulle serie Transformers: Generation 1 e Biocombat. Le cifre della vendita al dettaglio di massa sono vendute a prezzi che vanno da 5 a 160 dollari statunitensi. Destinati ai fan più anziani, i giocattoli di questa linea enfatizzano la massima possibilità e qualità.

### Transformers: Siege subline
Siege ha debuttato alla fine del 2018, continuando fino al 2019. Raffigurando una trama verso la fine della guerra su Cybertron, i giocattoli Siege presentavano modalità alternative cybertroniane combinate con modalità robot basate pesantemente sui design della serie animata del 1984. La linea di giocattoli presenta 3 diverse figure al prezzo della classe Deluxe che hanno la capacità di smontare in armi, mentre i micro giocattoli più piccoli (in set di due) si trasformano da robot a veicolo e si combinano in un'arma più grande. Un altro punto di prezzo presenta figure di maestri della battaglia che si trasformano da robot in arma, dotate di parti in plastica morbida con effetto esplosione che si attaccano a più punti di aggancio sui giocattoli per simulare il fuoco dei blaster e gli impatti delle armi. I giocattoli più grandi della classe Titan e Commander hanno le loro parti con effetti.

### Transformers: Earthrise subline
Earthrise ha debuttato alla fine del 2019, continuando fino all'inizio del 2021. Molti dei personaggi in primo piano ora hanno modalità di veicoli terrestri più realistiche, mentre quelli con forme alternative precedentemente non terrestri si basano invece più pesantemente sui loro progetti di serie animate. I maestri di battaglia ora diventano principalmente scudi e sono stati rilasciati 3 nuovi giocattoli di classe Deluxe con la capacità di dividersi come nell'ultima riga, sebbene i giocattoli specializzati di Earthrise Deluxe si combinassero in strutture edilizie alternative. Insieme a numerosi esempi in tutta la linea, molti dei giocattoli Earthrise si concentrano su un modello di gioco modulare per la costruzione di basi, sebbene esso e Siege siano retrocompatibili. Oltre agli Autobot e ai Decepticon,Earthrise includeva anche le fazioni Quintesson e Mercenary.

### Transformers: Kingdom subline
Kingdom ha debuttato alla fine del 2020, continuando fino al 2022. Continuando gli standard di progettazione di Earthrise , i Quintesson e i Mercenari sono stati sostituiti con le fazioni Beast Wars Maximal e Predacon, che si trasformano da animali realistici (Jurasic Park stile dinosauri nel caso di Dinobot e Beast Megatron) in robot basati sui modelli di animazione della serie animata del 1996. I micromaster e i battle master sono stati sostituiti con il nuovo punto di prezzo della classe principale, che sono funzionalmente simili ai giocattoli della classe delle leggende dell'ultimo decennio. 4 nuovi giocattoli Deluxe sono stati rilasciati in questa linea con la capacità di smontare in armi, anche se mentre uno si trasforma in un veicolo Cybertroniano, gli altri tre prendono la forma di scheletri di dinosauri fossilizzati.